# Rudolf Krausz
Rudolf Krausz (* 17. März 1872 in Böhmisch Leipa; † 4. Juli 1928 in Baden, Niederösterreich) war ein österreichischer Architekt.

## Leben
Der aus Nordböhmen stammende Rudolf Krausz besuchte das Realgymnasium und studierte anschließend an der Königlich Technischen Hochschule Charlottenburg in Berlin bei Ludwig Hoffmann. Er schloss mit der 2. Staatsprüfung ab und praktizierte dann in verschiedenen Berliner Baubüros, u. a. um 1895 bei Walter Kyllmann und Adolf Heyden und um 1896 bei Alfred Messel. Dann wechselte er nach Wien, wo er um 1897 im Architekturbüro Fellner und Helmer tätig war. Nach kurzer Zeit machte er sich selbstständig und ging eine Bürogemeinschaft mit Adolf Oberländer ein (1898–1905). Er hatte großen Erfolg und etablierte sich als einer der wichtigsten Architekten Wiens. Ab 1905 arbeitete er alleine bis zu seinem Tod. Er war seit 1906 Mitglied der Genossenschaft der bildenden Künstler Wiens, wobei er von 1914 bis 1916 Präsident des dortigen Architekten-Clubs war.
1900 heiratete Krausz; aus der Ehe ging eine 1903 geborene Tochter hervor. Im Ersten Weltkrieg war er eingerückt und erhielt 1915 das Ehrenkreuz II. Klasse mit Kriegsdekoration. Nach dem Krieg war aber seine bedeutendste Zeit als Architekt vorbei, obwohl er noch 1920 Baurat wurde und im Ausschuss für Stadtentwicklung tätig war. Ab 1921 war er Geschäftsführer der Internationalen Baugesellschaft für Siedlungswesen. Er dürfte zu dieser Zeit auch in seiner nordböhmischen Heimat tätig gewesen sein. Krausz lebte zuletzt in Baden bei Wien. Er starb an einem Schlaganfall.
Rudolf Krausz war ein vielseitiger Architekt, der sich erfolgreich dem jeweiligen Zeitgeschmack anzupassen vermochte. Er trat zunächst im historistischen Stil des als typisch österreichisch angesehenen Neobarock auf. In dieser Beziehung war er durch Hermann Helmer und Ferdinand Fellner geprägt. Neben Wohnhäusern und öffentlichen Bauten in diesem Sinne bediente er sich bei Villenbauten eher einer Art Heimatstil, den er auch bei seinen Gemeindebauten der Zwischenkriegszeit anwendete. In den letzten Jahren vor dem Ersten Weltkrieg hingegen nahm er vermehrt Anregungen aus Berlin (Messel und Hoffmann) auf, die ihn zu einem neuklassizistischen, nüchternen Stil, dem Reformstil, führten. Damals heftig umstritten war der solcherart gestaltete Trattnerhof in Wien.

## Werk (Auszug)
| Foto |                 | Baujahr   | Name                                                                                   | Standort                                                                      | Beschreibung                                          | Metadaten                                                                                      |
| ---- | --------------- | --------- | -------------------------------------------------------------------------------------- | ----------------------------------------------------------------------------- | ----------------------------------------------------- | ---------------------------------------------------------------------------------------------- |
| BW   | Datei hochladen | um 1892   | Villa Brünneck in Lichterfelde                                                         | Berlin Standort                                                               | → Hauptartikel : Villenkolonie Lichterfelde f1        | P84(Architekt): P131(Ort):                                                                     |
| ja   | Datei hochladen | 1897      | Miethaus                                                                               | Wien 15, Sechshauser Straße 26 Standort                                       | Anmerkung: mit Adolf Oberländer                       | P84(Architekt):Adolf Oberländer, Rudolf Krausz P131(Ort):Wien Region-ISO:AT-9                  |
| BW   | Datei hochladen | 1900      | Gruppe von Miethäusern                                                                 | Wien 18, Währinger Straße 145–149 Standort                                    | Anmerkung: mit Adolf Oberländer                       | P84(Architekt): P131(Ort):                                                                     |
| ja   | Datei hochladen | 1902      | Miethaus                                                                               | Wien 5, Hamburger Straße 2 Standort                                           | Anmerkung: mit Adolf Oberländer                       | P84(Architekt):Adolf Oberländer, Rudolf Krausz P131(Ort):Wien Region-ISO:AT-9                  |
| ja   | Datei hochladen | 1902–1903 | Mietvilla                                                                              | Wien 13, Kupelwiesergasse 14/Eitelbergergasse 19 Standort                     | Anmerkung: mit Adolf Oberländer                       | P84(Architekt):Adolf Oberländer, Franz von Krauß, Rudolf Krausz P131(Ort):Wien Region-ISO:AT-9 |
| ja   | Datei hochladen | 1903      | Miethaus                                                                               | Wien 14, Linzer Straße 55 Standort                                            | Anmerkung: mit Adolf Oberländer                       | P84(Architekt):Adolf Oberländer, Rudolf Krausz P131(Ort):Wien Region-ISO:AT-9                  |
| BW   | Datei hochladen | 1903      | Miethaus                                                                               | Wien 19, Silbergasse 1 Standort                                               | Anmerkung: mit Adolf Oberländer                       | P84(Architekt):Adolf Oberländer, Rudolf Krausz P131(Ort):Wien Region-ISO:AT-9                  |
| ja   | Datei hochladen | 1903      | Rathaus Jablunkau · Wikidata                                                           | Mähren / Jablunkov, CZ Standort                                               | Anmerkung: Wettbewerb, 1. Preis                       | P84(Architekt): P131(Ort):Jablunkov Region-ISO:CZ-80                                           |
| ja   | Datei hochladen | 1903–1905 | Rathaus von Weikersdorf HERIS-ID: 49522 Objekt-ID: 53310                               | Baden, NÖ Standort                                                            | Anmerkung: Wettbewerb, 1. Preis – jetzt Rollettmuseum | P84(Architekt): P131(Ort):Baden bei Wien Region-ISO:AT-3                                       |
| ja   | Datei hochladen | 1904      | Gruppe von Miethäusern                                                                 | Wien 15, Sechshauser Straße 122–128 Standort                                  | Anmerkung: mit Adolf Oberländer                       | P84(Architekt): P131(Ort):                                                                     |
| ja   | Datei hochladen | 1904–1905 | Villa                                                                                  | Wien 13, Steckhovengasse 7–9 Standort                                         | Anmerkung: mit Adolf Oberländer                       | P84(Architekt):Adolf Oberländer, Rudolf Krausz P131(Ort):Wien Region-ISO:AT-9                  |
| BW   | Datei hochladen | 1905      | Miethaus Schirmhof                                                                     | Wien 5, Rechte Wienzeile 131/Schönbrunner Straße 80 Standort                  |                                                       | P84(Architekt): P131(Ort):                                                                     |
| ja   | Datei hochladen | 1905–1906 | Sommerarena HERIS-ID: 64518 Objekt-ID: 77251                                           | Baden, NÖ Standort                                                            | → Hauptartikel : Sommerarena Baden f1                 | P84(Architekt):Rudolf Krausz P131(Ort):Baden bei Wien Region-ISO:AT-3                          |
| BW   | Datei hochladen | 1906      | Miethaus                                                                               | Wien 9, Währinger Straße 15 Standort                                          |                                                       | P84(Architekt):Rudolf Krausz P131(Ort):Wien Region-ISO:AT-9                                    |
| BW   | Datei hochladen | 1906      | Miethaus                                                                               | Wien 9, Rufgasse 2 Standort                                                   |                                                       | P84(Architekt):Rudolf Krausz P131(Ort):Wien Region-ISO:AT-9                                    |
| BW   | Datei hochladen | 1906–1907 | Miethaus Strudelhof                                                                    | Wien 9, Liechtensteinstraße 45–45a Standort                                   |                                                       | P84(Architekt):Rudolf Krausz P131(Ort):Wien Region-ISO:AT-9                                    |
| ja   | Datei hochladen | 1907      | Haus des Österreichischen Apothekervereines                                            | Wien 9, Spitalgasse 31 Standort                                               |                                                       | P84(Architekt): P131(Ort):                                                                     |
|      | Datei hochladen | 1907      | Schule in Mährisch-Schönberg                                                           | Mähren / Sumperk, CZ, Goethegasse                                             |                                                       | P84(Architekt): P131(Ort):                                                                     |
| BW   | Datei hochladen | 1907–1908 | Miethaus                                                                               | Wien 1, Wiesingerstraße 3 Standort                                            |                                                       | P84(Architekt): P131(Ort):                                                                     |
| ja   | Datei hochladen | 1910      | Schokoladefabrik Stollwerck HERIS-ID: 111826 Objekt-ID: 129836                         | Wien 12, Gaudenzdorfer Gürtel 43, 45 Standort                                 |                                                       | P84(Architekt): P131(Ort):Meidling Region-ISO:AT-9                                             |
| BW   | Datei hochladen | 1910      | Miethaus                                                                               | Wien 4, Karolinengasse 5 Standort                                             |                                                       | P84(Architekt): P131(Ort):                                                                     |
|      | Datei hochladen | 1910–1912 | Villa Ritter von Brzesowsky                                                            | Breitenstein 94, NÖ                                                           |                                                       | P84(Architekt): P131(Ort):                                                                     |
| BW   | Datei hochladen | 1911–1912 | Miethaus                                                                               | Wien 6, Nelkengasse 2 Standort                                                |                                                       | P84(Architekt): P131(Ort):                                                                     |
| ja   | Datei hochladen | 1911–1912 | Wohn- und Geschäftshaus Trattnerhof                                                    | Wien 1, Graben 29–29a Standort                                                |                                                       | P84(Architekt): P131(Ort):Innere Stadt Region-ISO:AT-9                                         |
| ja   | Datei hochladen | 1911–1912 | Miethaus                                                                               | Wien 4, Theresianumgasse 11 Standort                                          |                                                       | P84(Architekt):Hubert Maresch, Rudolf Krausz P131(Ort):Wien Region-ISO:AT-9                    |
| ja   | Datei hochladen | 1911–1912 | Mietvilla                                                                              | Wien 18, Scheibenbergstraße 49 Standort                                       |                                                       | P84(Architekt):Rudolf Krausz P131(Ort):Wien Region-ISO:AT-9                                    |
|      | Datei hochladen | 1916      | Sappeurpavillon auf der Kriegsausstellung                                              | Wien                                                                          | zerstört                                              | P84(Architekt): P131(Ort):                                                                     |
| ja   | Datei hochladen | 1925–1926 | Wohnhausanlage der Gemeinde Wien HERIS-ID: 49225 Objekt-ID: 52866 Wiener Wohnen: 1535  | Wien 21, Wagramer Straße 97–101 / Lenkgasse / Steigenteschgasse 6–12 Standort |                                                       | P84(Architekt): P131(Ort):Donaustadt Region-ISO:AT-9                                           |
| ja   | Datei hochladen | 1926–1927 | Wohnhausanlage Johann-Witzmann-Hof HERIS-ID: 48496 Objekt-ID: 52018 Wiener Wohnen: 183 | Wien 15, Reuenthalgasse 2–4 Standort                                          |                                                       | P84(Architekt):Rudolf Krausz P131(Ort):Rudolfsheim-Fünfhaus Region-ISO:AT-9                    |